# Berthold Meier
Berthold Meier (* unbekannt; † um 1465/67), auch Bertold Meyer, war ein katholischer Geistlicher, Benediktinermönch und von 1451 bis 1465 Abt und Chronist des Aegidienklosters in Braunschweig. 

## Leben und Werk
Meier war um 1443 an der Universität Leipzig immatrikuliert, wie z. B. auch der aus Braunschweig stammende Gerwin von Hameln. 1446 wurde Meier in Padua zum Doktor des Kirchenrechts promoviert. Obwohl er 1449 vom Konvent des Klosters Berge bei Magdeburg zu dessen Abt gewählt wurde, verweigerte ihm Friedrich III. von Beichlingen, Erzbischof von Magdeburg, die Bestätigung und übertrug die Wahl an den Abt von Bursfelde, damit Kloster Berge nach Bursfelder Vorbild reformiert werden könne. Darüber hinaus verwarf Papst Nikolaus V. am 9. Dezember 1449 die Wahl Meiers und befahl von Beichlingen, dem Kloster einen anderen Abt vorzusetzen. Meier wandte sich daraufhin an die römische Kurie, erlangte eine Sentenz gegen den Erzbischof, resignierte jedoch nach Erhalt einer finanziellen Entschädigung am 16. Dezember 1450. Die im Verfahren eingesetzten Schiedsrichter waren die Äbte von Bursfelde, Huysburg und St. Aegidien in Braunschweig.
Johann Witten, Abt von St. Aegidien, starb wenig später. Meier wurde daraufhin am 21. Juni 1451 zu dessen Nachfolger als Abt des Braunschweiger Klosters gewählt. Meier verhinderte, trotz Drängens durch den reformeifrigen Welfen-Herzog Heinrich von Braunschweig-Wolfenbüttel sowie den im Juli 1451 in Braunschweig weilenden päpstlicher Legaten Nikolaus von Kues, genannt Cusanus, den Beitritt des Aegidienklosters zur Bursfelder Kongregation.
Meier gelang es 1453 mehrere Indulgentien des Papstes zu erhalten sowie 1459 eine Bestätigung der Privilegien des Aegidienklosters durch die Kurie. Zum Zusammenschluss mit der Bursfelder Union kam es wohl vor allem auch deshalb nicht, weil Einvernehmen mit der Stadt Braunschweig darüber bestand, dass diese selbst nach der Kirchenhoheit in ihrem Hoheitsbereich strebte.

### Berthold Meier und St. Auctor, Stadtheiliger Braunschweigs
Seit der fehlgeschlagenen Belagerung Braunschweigs durch die Truppen des staufischen Königs Philipp von Schwaben in der Folge des welfisch-staufischen Thronstreits im Jahre 1200 galt Auctor (auch Autor), der über der belagerten Stadt erschienen sein und dadurch die Angreifer vertrieben haben soll, als Stadt- und Schutzpatron Braunschweigs. Die 1349/50 überstandene Pest in Braunschweig mehrte sein Ansehen, auch das Ende der „Großen Schicht“ 1380 wurde ihm zugeschrieben.

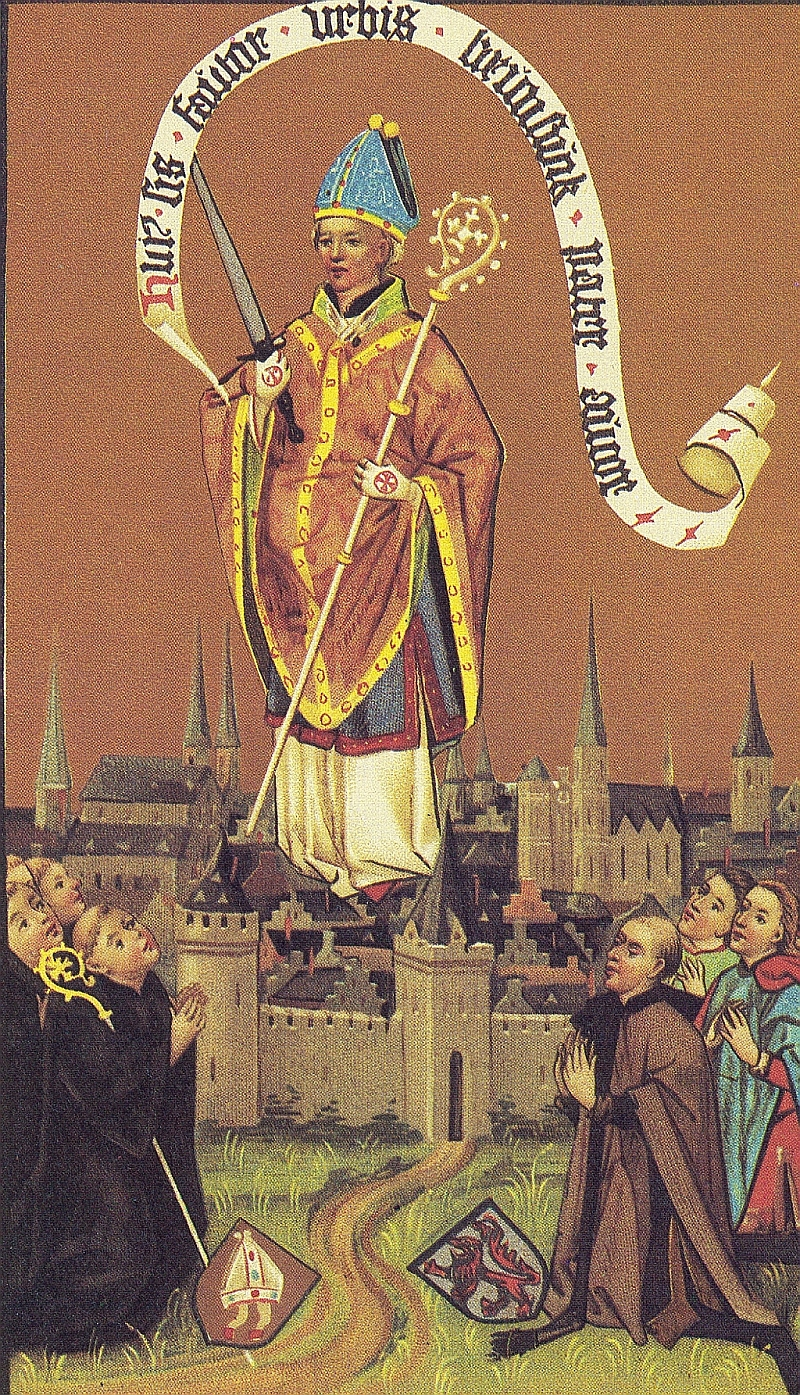
Darstellung des Heiligen Auctor aus Meiers Handschrift

Kurz nach 1457 verfasste Meier als Abt des Aegidienklosters, in dem sich die Reliquien des heiligen Auctor noch heute befinden sollen, eine illuminierte Pergament-Handschrift mit dem Titel Dat Leven und de Overhalighe des hilgen Gebeenes sancti Auctoris in niederdeutscher Sprache, in der er das Wirken des Heiligen beschrieb. Der Rat der Stadt Braunschweig erhielt 1465 eine Prachtausgabe der 76 Blatt umfassenden Handschrift, in der sich auch eine kolorierte Miniatur-Darstellung des Heiligen befindet. Dieses Werk eines unbekannten Buchmalers misst 242 × 165 mm. Es zeigt St. Auctor in Pontifikalkleidung mit Schwert und Bischofsstab über der Stadt schwebend. Am linken unteren Bildrand sind Benediktinermönche zu sehen, die dankend zu ihm aufblicken, am rechten Rand Bürgermeister und Räte der Stadt. Beiden zu Füßen sind die Wappen des Bischofs sowie der Stadt Braunschweig sichtbar. Bei der Abbildung der Stadt handelt es ich um die älteste erhaltene, wirklichkeitsnahe Darstellung Braunschweigs. Diese Prachtausgabe für den Braunschweiger Stadtrat wird heute im Kestner-Museum in Hannover verwahrt.
Meier beförderte mit seiner Handschrift wesentlich den Auctor-Kult in der Stadt. So ließ er, kurz nachdem er Abt von St. Aegidien geworden war, dessen Gebeine am Sonntag Laetare 1457 in einen neu geschaffenen silbernen Schrein umbetten und verfasste zudem besagte Handschrift.